# クリスティー・ケットルトン
クリスティー・ケットルトン（英語: Kristie Kettleton、1986年5月1日 - ）は、オーストラリア、ブリスベン出身の女性フィギュアスケート選手（アイスダンス）。パートナーはトレヴァー・ジーダーズ。2002年四大陸フィギュアスケート選手権オーストラリア代表。

## 主な戦績
| 大会/年              | 2001-02 |
| -------------------- | ------- |
| 四大陸選手権         | 15      |
| オーストラリア選手権 | 3       |

### 詳細
| 1998-1999 シーズン |                                                |    |    |    |    |      |
| 開催日             | 大会名                                         | C1 | C2 | OD | FD | 結果 |
| 2002年1月21日-27日 | 2002年四大陸フィギュアスケート選手権（全州市） | 15 | 14 | 15 | 15 | 15   |